# Clasificarea spectrală Harvard

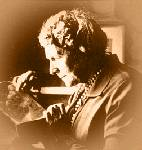
Annie Jump Cannon

Sistemul de clasificare spectrală Harvard este un sistem de clasificare unidimensional (în funcție de o singură mărime). Temperatura de la suprafață a stelelor variază de la aproximativ 2.000 - 40.000 K. Fizic, clasele indică temperatura din atmosfera stelară și sunt în mod normal, enumerate de la cea mai fierbinte până la cea mai rece, așa cum se vede în tabelul următor:
| Clasa | Temperatura (Kelvin) | Culoarea convențională | Culoarea aparentă | Masa (mase solare)       | Raza (raza solară) | Luminozitate (bolometrică) | Liniile de Hidrogen | Fracțiune din secvența principală |
| ----- | -------------------- | ---------------------- | ----------------- | ------------------------ | ------------------ | -------------------------- | ------------------- | --------------------------------- |
| O     | ≥ 30,000 K           | albastru               | albastru          | ≥ 16 mase solare\|M☉     | ≥ 6.6 R☉           | ≥ 30,000 L☉                | Slabă               | ~0.00003%                         |
| B     | 10,000–30,000 K      | albastru-albăstrui     | albăstrui         | 2.1–16 mase solare\|M☉   | 1.8–6.6 R☉         | 25–30,000 L☉               | Medie               | 0.13%                             |
| A     | 7,500–10,000 K       | alb                    | alb - bleu        | 1.4–2.1 mase solare\|M☉  | 1.4–1.8 R☉         | 5–25 L☉                    | Tari                | 0.6%                              |
| F     | 6,000–7,500 K        | alb-gălbui             | alb               | 1.04–1.4 mase solare\|M☉ | 1.15–1.4 R☉        | 1.5–5 L☉                   | Medie               | 3%                                |
| G     | 5,200–6,000 K        | galben                 | alb-gălbui        | 0.8–1.04 mase solare\|M☉ | 0.96–1.15 R☉       | 0.6–1.5 L☉                 | Slabă               | 7.6%                              |
| K     | 3,700–5,200 K        | portocaliu             | galben portocaliu | 0.45–0.8 mase solare\|M☉ | 0.7–0.96 R☉        | 0.08–0.6 L☉                | Foarte slabă        | 12.1%                             |
| M     | ≤ 3,700 K            | roșie                  | portocaliu roșu   | ≤ 0.45 mase solare\|M☉   | ≤ 0.7 R☉           | ≤ 0.08 L☉                  | Foarte slabă        | 76.45%                            |

Clasificarea spectrală Harvard, după temperatură, se bazează pe liniile de H sau Seria Balmer emise de către o stea.
Clasificarea spectrală Harvard a fost dezvoltată la Universitatea Harvard în 1912 de către Eduard C. Pickering și Annie Jump Cannon. Stelele sunt grupate în clase spectrale de la cea mai caldă (clasa O) la cea mai rece (clasa S)
Clasa spectrală este indicata printr-o literă majusculă, în ordinea următoare:

Fiecare clasă spectrală are 10 subdiviziuni, notate cu cifre arabe de la 0 la 9. Spre exemplu după A9 urmează F0.

## Caracteristicile claselor spectrale sunt

### Clasa O
- O - continuu intens, mai ales în lungimi de undă scurte, linii de absorbție datorite elementelor cu Z mic; predomină Heliul. Temperatura 30000 - 40000 K;

### Clasa B
- B - continuu și absorbții intense care se deplasează; spre sfârșitul clasei B, către bandele Si și Mg. Apar absorbții H. Linii spectrale ale He, 0+, N+. Temperatura 12000 - 25000 K;

### Clasa A
- A - predomină absorbția H. la începutul clasei (A1-A4), absorbțiile Balmer din partea undelor scurte sunt atat de puternice, încât slăbesc continuumul; spre sfârșitul clasei centrul de greutate al absortiei trece catre metale (Ca). Temperatura 8000 - 12000 K;

### Clasa F
- F - scade intensitatea liniilor H și crește cea a metalelor (Ca ionizat). Apar și alte metale (Fe). Temperatura 6000 - 8000 K;

### Clasa G

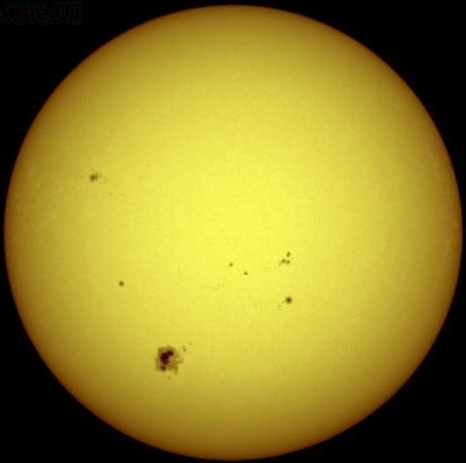
Cea mai importantă stea din clasa G, Soarele oferă suport vieții civilizației umane

- G - se accentuează liniile metalice, în special Fe. Accentuate și liniile 0. Temperatura 4000 - 6000°K.

### Clasa K
- K - caracter de spectru metalic: bande care pe alocuri sterg continuumul. Spre sfatsitul clasei apar bandele TiO2. Nu mai avem atomi ionizati. Temperatura 3500 - 5000 K.

### Clasa M
- M - continuumul e aproape sters din cauza liniilor si bandelor metalice. Foarte accentuat TiO2. Temperatura 2000 - 3500 K.

### Clasa R
- R - bande metalice dese. Accentuate bandele cianului (CN)2 si ale CO;

### Clasa N
- N - spectre de banda metalice. Liniile Fe, Na, Ca;

### Clasa S
- S - bande (ZnO) și alte linii de emisie, în special H suprapuse. Stelele de tip R, N, S sunt stele "reci".

## Clase speciale
Mai exista și următoarele clase speciale:

### Q
- Q - spectru variabil, pentru nove;

### P
- P - emisie liniară, lipsă de spectru continuu, nebuloase planetare;

### Clasa W
- W - continuu intens, în special în lungime de undă scurte: bande de emisie ale elementelor cu Z mic (H, He, C, O, parțial N). Precede clasa O;

Clasa W sau WR o reprezintă stelele Wolf-Rayet superluminoase, în special neobișnuite, pentru că acestea au heliu în cea mai mare parte a atmosferei lor în loc de hidrogen. Se presupune că sunt stele supergiante pe moarte cu un strat de hidrogen aruncat înapoi de caldura vânturilor solare cauzate de temperaturile lor ridicate, astfel încât este expus în mod direct miezul lor fierbinte din heliu.
Clasa W este divizată în subclasele:
- WN (WNE de tip timpuriu, WNL de tip târziu)
- WC (WCE de tip timpuriu, WCL de tip târziu și clasa extinsă WO),

în funcție de poziția dominantă a liniilor de emisie a azotului și carbonului în spectrele lor (și în straturile exterioare).

### I
- I - maximum de emisie în infraroșu, cele mai "reci" stele, care nu sunt cuprinse în clasificarea Harward.